# Genezis z Ducha
Genezis z Ducha. Modlitwa – poemat prozą autorstwa Juliusza Słowackiego powstały w latach 1844 (red I) – 1846 (red II). Został wydany w 1871 roku we Lwowie po śmierci poety. Utwór zainspirowany został wyznawaną przez poetę filozofią genezyjską.
Poemat stanowi modlitewny monolog. Narrator występuje jednocześnie w rolach ducha opowiadającego o swojej przeszłości oraz ducha przedstawiającego historię świata. Autor przedstawia w utworze swoją spirytualistyczną koncepcję wszechświata.